# MS Freedom of the Seas

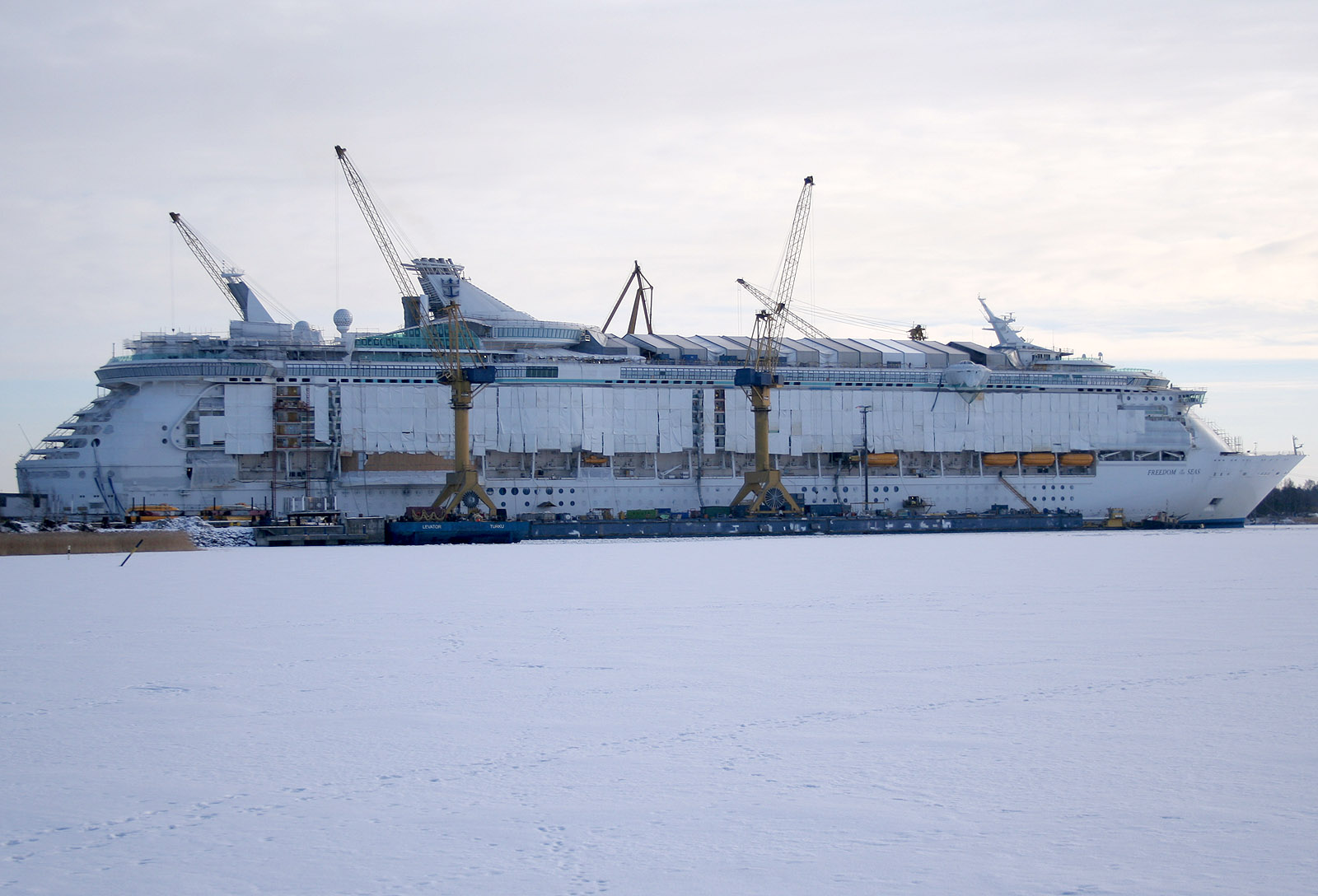
A még épülő Freedom of the Seas az Anker Yards hajógyárban.

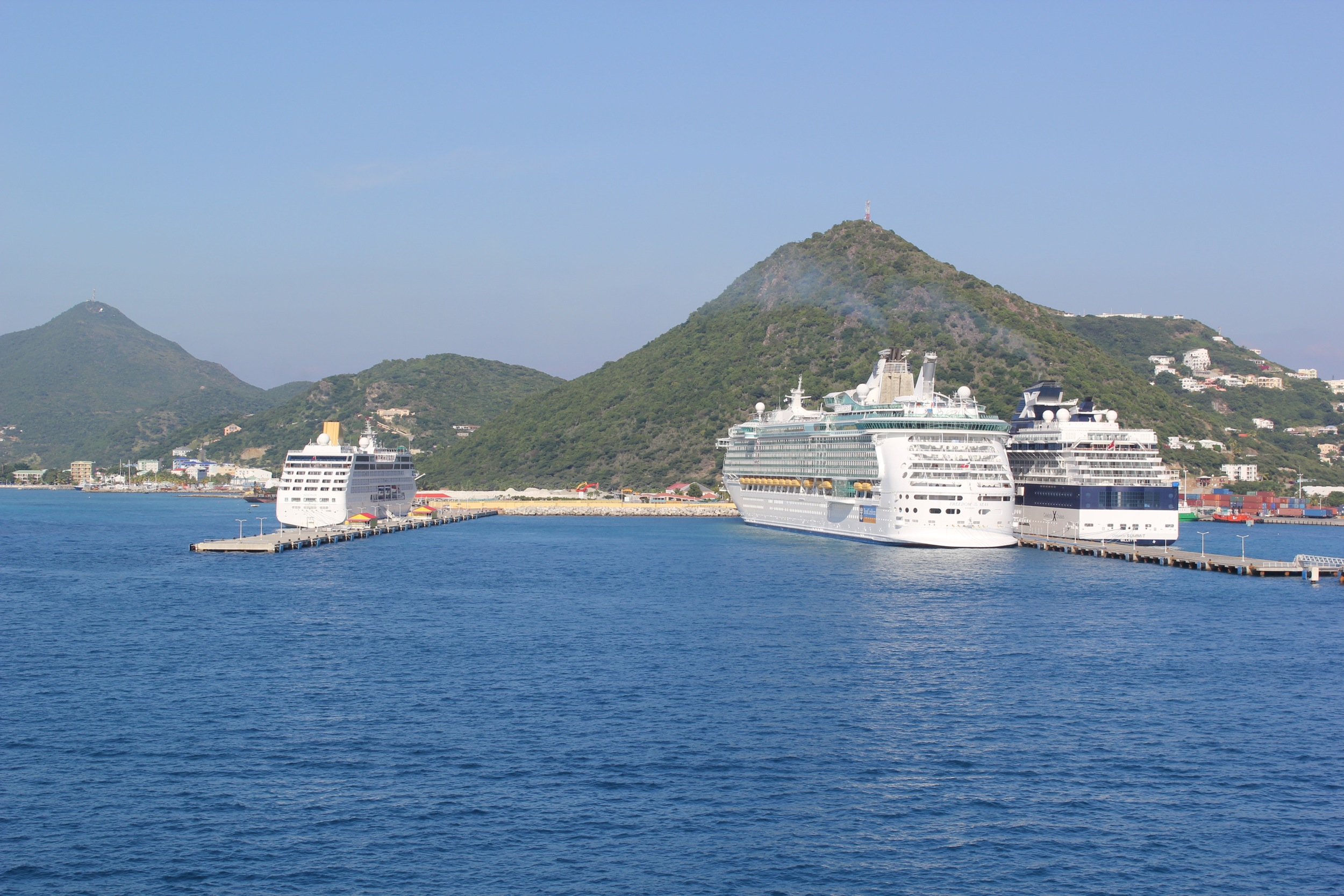
A Freedom of the Seas (középen) méreteit jól szemlélteti a kép, tőle balra az Adonia, jobbra pedig a Celebrity Summit látható.

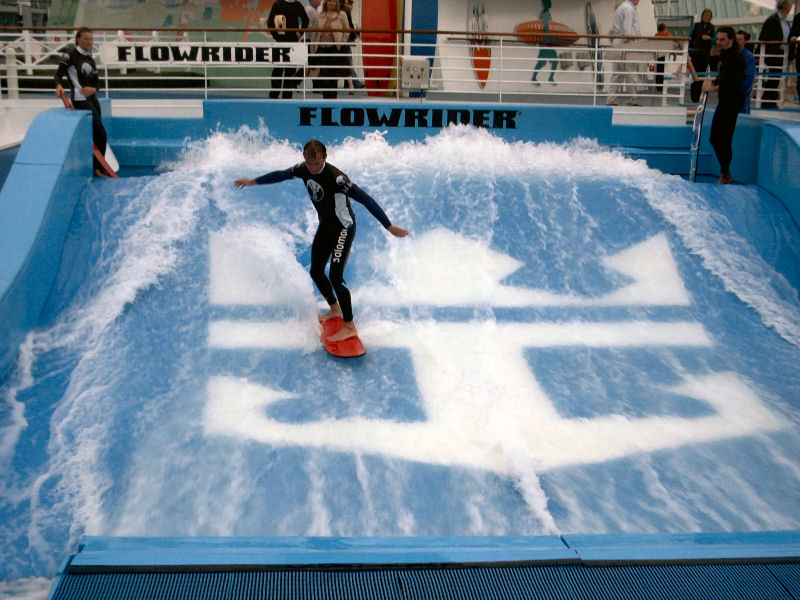
A FlowRider szörfszimulátor.

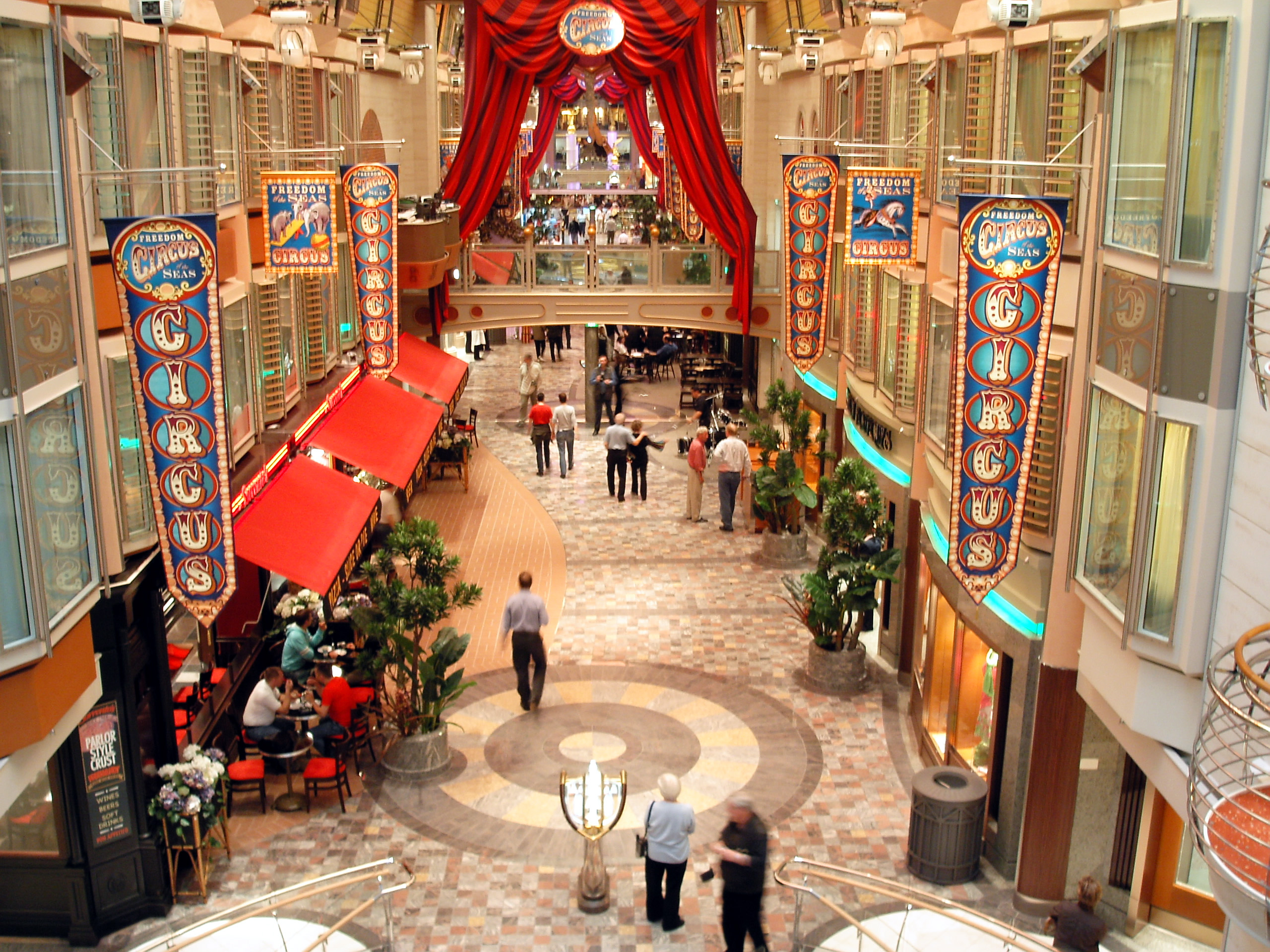
A hajó közel kétharmadán végignyúló Royal Promenade "bevásárlóutca".

A Freedom of the Seas egy, a Royal Caribbean International tulajdonában álló luxusóceánjáró, 2006-os átadása után 2009-ig a világ legnagyobb személyszállító hajója cím birtokosa volt (bruttó regisztertonna alapján). A róla elnevezett Freedom (szabadság) osztály zászlóshajója, 3.634 utas, valamint 1.300 fős személyzet befogadására képes.

## Építése, műszaki jellemzői
A Freedom of the Seas a finn Aker Yards hajógyárban épült, ahol a Royal Caribbean Voyager osztályú hajóit, majd később a Freedom osztályú hajókat is építették. 2006-os átadásakor a világ legnagyobb személyszállító hajója volt, a maga 154.407 bruttó regisztertonnájával átvéve a címet a Cunard társaság Queen Mary 2 luxushajójától (148.528 BRT).
A meghajtásért 3 darab, egyenként 14 megawattos teljesítményű azipod felel, ebből a középső fix pozícióban, míg a két oldalsó 360 fokos szögben is elforgatható. Az orrban 4 darab, fordulást és oldalirányú mozgást segítő propeller is helyet kapott, hogy a hajó a hatalmas méretei ellenére is könnyen és precízen irányítható maradjon.
A Freedom of the Seas átlagosan óránként 28.000 liter üzemanyagot fogyaszt.

## Szolgáltatások
A Freedom of the Seas megjelenésében és felépítésében sokban hasonlít a társaság korábbi, Voyager osztályú hajóinak második generációjára. Mivel 91 méterrel hosszabb mint elődei, ezért még több kabin, egy új interaktív vízipark részleg a medencéknél, egy 0-24-ig nyitva tartó pizzéria és még nagyobb központi ebédlő kerülhetett az új hajóba. A felső fedélzeten, a csak felnőttek számára igénybe vehető Solarium "részleg" mindkét oldalon kialakításra került az óceán fölé kinyúló jacuzzi. A hajó hátsó részében, a világon elsőként megjelent a FlowRider szörfszimulátor, amit azóta a Royal Caribbean hajóinak nagy részén már megtalálhatunk.
A luxushajó egyik fő attrakciója az először a Voyager osztálynál látott, a hajótest közel kétharmadán végigfutó belső "utca", a Royal Promenade, amely 136 méteren kínál kisebb üzleteket, éttermeket, kávézókat az utasok számára. A többszintes sétálóutcára néző kabinok is kialakításra kerültek, ezzel csökkentve az ablak nélküli belső kabinok számát. A hajón 10 medence (beleértve a jacuzzikat is) található, a 13. emeleten pedig egy sportközpont sziklamászófallal, szörfszimulátorral, minigolf pályával és egy teljes méretű kosárlabdapályával. Ezen kívül korcsolyapálya, kaszinó, Johhny Rockets étterem és egy háromszintes, broadway-stílusú színház is helyet kapott a hatalmas óceánjárón.
Az utasok kényelmét szolgálja az egész hajón elérhető WiFi szolgáltatás és mobilhálózat, valamint minden kabin fel van szerelve LCD televízióval és telefonnal.
2013-ban nagyobb volumenű felújításon esett át, aminek keretében egy Cupcake Cupboard cukrászda, 3D mozi, és Under the Stars kültéri mozi is került az attrakciók közé.

## Pályafutása
A Freedom of the Seas 2006. április 17-én dokkolt Hamburgban. Itt megjavították az egyik hajtóművet, majd elvégezték az utolsó simításokat a hivatalos megnyitó előtt. A hivatalos átadás 2006. április 24-én volt. Azután áthajózott az angliai Southamptonba. Április 29-én, 9:00-kor megkezdte az első transzatlanti útját. 2006. május 12-én érkezett meg New Yorkba, itt volt a hivatalos névadási ünnepély. Június 4-én kezdte meg az első útját a Karib-szigetekre, Mexikóba, Haitire és Jamaicára. A hajó nagy szélessége miatt nem tud átkelni a Panama csatornán, ezért megkerüli Dél-Amerikát. A Topmodell leszek 9. évad castingját is a hajón rendezték.